# Küstriner Putsch
Der Küstriner Putsch vom 1. Oktober 1923, nach seinem Anführer auch Buchrucker-Putsch genannt, war ein Versuch der Schwarzen Reichswehr, die deutsche Reichsregierung zu stürzen, nachdem diese am 26. September 1923 den passiven Widerstand gegen die Ruhrbesetzung beendet hatte.
Die von Major Bruno Ernst Buchrucker aufgestellten illegalen Verbände wollten die Reichsregierung unter Reichskanzler Gustav Stresemann stürzen und die parlamentarisch-demokratische Republik durch eine nationale Diktatur beseitigen. Anlass für den Putsch waren die Beendigung des passiven Widerstands gegen die Ruhrbesetzung, der Haftbefehl gegen Buchrucker und die von der Reichswehrführung angeordnete Auflösung der Arbeitskommandos, die die wirtschaftliche Existenz vieler ihrer Angehörigen bedrohte.
Buchrucker erfuhr nach eigenen Angaben am 30. September von dem gegen ihn ergangenen Haftbefehl und ordnete an, dass die in Außenforts der Festung Küstrin untergebrachten Arbeitskommandos am Morgen des 1. Oktobers 1923 in das Festungswerk in der Küstriner Altstadt einrücken sollten. Der Küstriner Putsch begann mit einer Rede Buchruckers vor den angetretenen Arbeitskommandos.
Buchrucker begab sich anschließend zum Festungskommandanten, wies auf die Übermacht seiner Einheiten hin und bat den Kommandanten, „er solle sich ihm nicht in den Weg stellen, der große nationale Moment sei jetzt gekommen. Er behauptete auch, er werde nicht nur hier in Cüstrin, sondern gleichzeitig überall losschlagen.“ Der Kommandant schloss sich Buchrucker nicht an, auch nicht, als mehrere Buchrucker ergebene Unteroffiziere (darunter der spätere NSDAP-Reichstagsabgeordnete Hans Hayn) gewaltsam in die Kommandantur eindrangen. Von seinen Untergebenen zu Weisungen aufgefordert, war Buchrucker nicht in der Lage, diese zu erteilen, worauf sich einige  Unteroffiziere wieder dem Festungskommandanten unterstellten. Später schossen reguläre Reichswehreinheiten in Küstrin auf ein Kommando der Schwarzen Reichswehr, was zu einem Todesopfer und sieben Verwundeten führte. Der Versuch, die Garnisonsstadt Küstrin zu besetzen, wurde von Einheiten der Reichswehr verhindert. In Berlin-Spandau kontrollierten Putschisten für kurze Zeit die Zitadelle und das Fort Hahneberg, mussten sich dann aber der Reichswehr ergeben.
Vom 22. bis zum 27. Oktober 1923 fand in Cottbus ein Prozess statt, bei dem unter Ausschluss der Öffentlichkeit gegen 14 Putschisten vor Gericht verhandelt wurde, von denen zehn verurteilt wurden. Im Prozess sollte zudem geklärt werden, welche Rolle der Reichstagsabgeordnete Albrecht von Graefe bei der Putschvorbereitung gespielt hatte. Graefe erschien jedoch nicht. Buchrucker wurde auf zehn Jahre Festungshaft und zehn Goldmark Strafe, Hans Hayn auf acht Monate Gefängnis verurteilt. Von den restlichen acht verurteilten erhielten sieben Gefängnisstrafen unter sechs Monaten. Der Großteil der Putschisten, darunter der Offizier Walther Stennes, ging straffrei aus.